# トゥリコモ
トゥリコモ(ギリシャ語：Τρίκωμο)、イェニ・イスケレ(トルコ語：Yeni İskele)はキプロスのメサオリア平野北東部に位置する町である。北キプロスのイスケレ地区の中心都市である。1998年6月1日に自治体に昇格した。

## 歴史
1974年のトルコのキプロス侵攻以前は住民の殆どがギリシャ系だったが、彼らは皆南部に避難した。ラルナカ(トルコ語：イスケレ)のトルコ系がトゥリコモに移住し、「新イスケレ」を意味するイェニ・イスケレと名付けた。略称はイスケレである。

## 文化・スポーツ・観光
1934年、ラルナカでトルコ系サッカーチームのLarnaka Gençler Birliği S.K.が結成された。2015年〜2016年には第1部で試合をする。

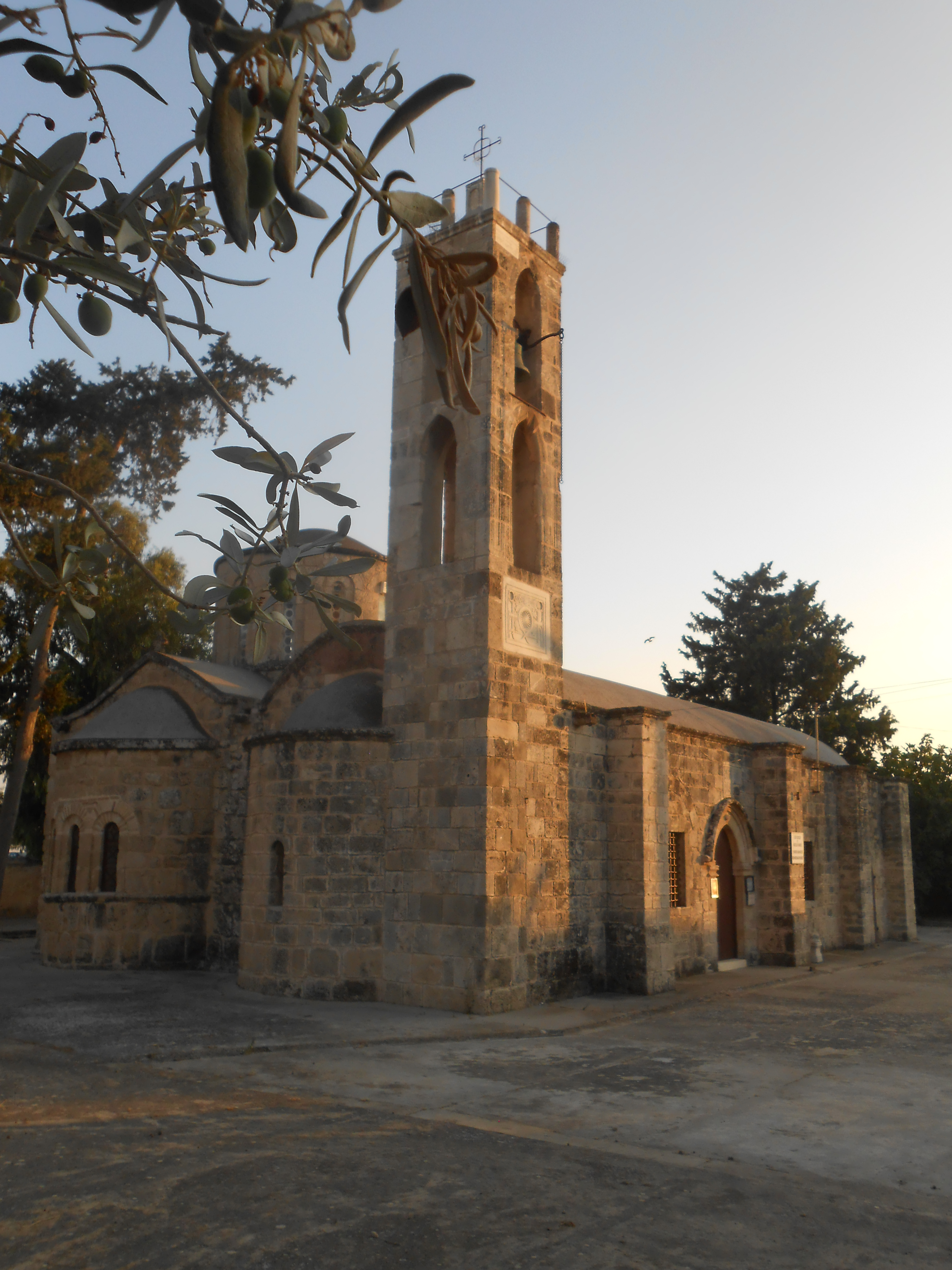
イスケレのパナギア・セオトコス

毎年開催される民族舞踊祭と、パナギア・セオトコス教会が有名である。教会には中世キプロスのイコンが展示されている。正教会とカトリックの両方に対応した造りになっている。正教会部分は東ローマ帝国(395年〜1453年)が、カトリック部分はキプロス王国(1192年〜1489年)が12世紀に建てた。

## 姉妹都市
- en:Beykoz(トルコ・イスタンブール県)[10]
- en:Büyükçekmece(トルコ・イスタンブール県)[11]
- en:Finike(トルコ・アンタルヤ県)(2015年〜)[12]
- en:Mamak, Ankara(トルコ・アンカラ県)[13]
- en:Pendik(トルコ・イスタンブール県)[14]
- サムスン(トルコ・サムスン県)(2006年〜)[15]